# Hey Ma (canción de Cam'ron)
«Hey Ma» es una canción interpretada por el rapero estadounidense Cam'ron. Fue publicada el 12 de agosto de 2002 como el segundo sencillo de su tercer álbum de estudio, Come Home with Me. La canción contó con la participación de Juelz Santana, Freekey Zekey y Toya, y fue producida por DR Period y Mafia Boy, quienes utilizaron una muestra del éxito de 1977 de Commodores, «Easy».

## Video musical
El videoclip de la canción fue filmado en el Love Nightclub en Washington D. C. en julio de 2002, y muestra a los miembros de The Diplomats dentro del club, excepto a Juelz Santana, a quien se le niega la entrada ya que el guardia de seguridad (interpretado por el entonces copropietario de Love, Taz Wube) cree que parece demasiado joven para beber. Luego, Juelz organiza su propia fiesta afuera y el resto del club se une a él. El video musical presenta cameos de Jim Jones, Kareem “Biggs” Burke y Damon Dash, así como de los artistas de Roc-A-Fella Records, Beanie Sigel, Omillio Sparks, State Property, Young Gunz y Freeway.

## Posicionamiento

### Gráfica semanal
| Gráfica (2002–2003)                                       | Pico de posición |
| --------------------------------------------------------- | ---------------- |
| Alemania (Official German Charts)                         | 58               |
| Australia (ARIA Top 50 Singles)                           | 29               |
| Australia (ARIA Top 25 Urban Singles)                     | 10               |
| Escocia (Scottish Singles Chart)                          | 13               |
| Estados Unidos (Billboard Hot 100)                        | 3                |
| Estados Unidos (Billboard Hot R&B/Hip-Hop Songs)          | 7                |
| Estados Unidos (Billboard Hot R&B/Hip-Hop Singles Sales)  | 12               |
| Estados Unidos (Billboard Hot Rap Songs)                  | 4                |
| Estados Unidos (Billboard Mainstream R&B/Hip-Hop Airplay) | 5                |
| Estados Unidos (Billboard Mainstream Top 40 Recurrents)   | 10               |
| Estados Unidos (Billboard Pop Airplay)                    | 6                |
| Estados Unidos (Billboard Radio Songs)                    | 3                |
| Estados Unidos (Billboard Rhythmic Airplay)               | 2                |
| Europa (European Hot 100 Singles)                         | 22               |
| Francia (SNEP)                                            | 55               |
| Irlanda (Irish Singles Chart)                             | 12               |
| Italia (FIMI)                                             | 43               |
| Nueva Zelanda (Recorded Music NZ)                         | 15               |
| Reino Unido (UK Singles Chart)                            | 8                |
| Reino Unido (UK Hip Hop and R&B Singles Chart)            | 3                |
| Suiza (Schweizer Hitparade)                               | 81               |

### Gráfica de fin de año
| Gráfica (2002)                                   | Pico de posición |
| ------------------------------------------------ | ---------------- |
| Estados Unidos (Billboard Hot 100)               | 53               |
| Estados Unidos (Billboard Hot R&B/Hip-Hop Songs) | 57               |
| Estados Unidos (Billboard Hot Rap Songs)         | 20               |

| Gráfica (2003)                 | Pico de posición |
| ------------------------------ | ---------------- |
| Irlanda (Irish Singles Chart)  | 99               |
| Reino Unido (UK Singles Chart) | 98               |

## Certificaciones y ventas
| País                  | Certificación | Ventas    |
| --------------------- | ------------- | --------- |
| Estados Unidos (RIAA) | Platino       | 1,000,000 |
| Reino Unido (BPI)     | Plata         | 200,000   |

## Historial de lanzamientos
| Región         | Fecha                | Formato                                  | Discográfica      | Ref.   |
| -------------- | -------------------- | ---------------------------------------- | ----------------- | ------ |
| Estados Unidos | 12 de agosto de 2002 | Radio Rítmica Contemporánea Radio Urbana | Roc-A-Fella IDJMG | [ 31 ] |
| Australia      | 3 de febrero de 2003 | CD                                       | UMA               | [ 32 ] |